# فريدريش أولبريشت
فريدريش أولبريشت (4 أكتوبر 1888 - 21 يوليو 1944 م) جنرال ألماني خلال الحرب العالمية الثانية كان من بين المتآمرين على قتل و تصفية هتلر نهائيا ومحاولة انقاذ ألمانيا من جحيم النازية، تولى العملية التاريخية والمعروفة بمؤامرة 20 يوليو والتي نفذت 20 يوليو 1944م، في مقر إقامة هتلر في بروسيا الشرقية والمعروف باسم وكر الذئب. وشاركه في العملية كل من: ستافنبرغ والجنرال بيك وتريسكو، لكن أمر العملية أكتشف، وانتهى بهم الأمر جميعا بالاعدام بتهمتي الخيانة العظمى للفوهرر هتلر. وقام بعملية الإعدام الجنرال فروم. [بحاجة لمصدر]

## روابط خارجية
- فريدريش أولبريشت على موقع الموسوعة البريطانية (الإنجليزية)
- فريدريش أولبريشت على موقع مونزينجر (الألمانية)
- فريدريش أولبريشت على موقع إن إن دي بي (الإنجليزية)